# Finanční plánování
Finanční plánování je činnost vedoucí k přípravě finančního plánu. Tedy stanovení posloupnosti budoucích dějů v oblasti financí, které popíší cestu k vytyčenému finančnímu cíli.

## Složky finančního plánu
Finanční plán má složku příjmovou a výdajovou. Ale už i příjmy a výdaje mohou být řešeny samostatnými plány. V některých případech, například v podnikovém prostředí, bývají vytvářeny i plány podrobnější – kupříkladu pro konkrétní typy výdajů, nebo příjmů. Příkladem takovýchto dílčích plánů může být plán investic, plán odpisů a podobně. Vytváření finančního plánu potom završuje a spojuje tyto dílčí plány z pohledu výnosnosti a rizik.

## Účel finančního plánu
Smyslem finančního plánování je získání kontroly nad financemi a řízení finančních rizik. Tedy přímo stanovit, nebo podpořit rozhodování při stanovování konkrétního chování subjektu v oblasti financí. Finanční plánování také pomáhá předvídat pravděpodobné budoucí finanční situace.

## Dělení finančních plánů
Finanční plánování je, nebo může být prováděno různými subjekty. Podle toho hlediska lze rozlišit finanční plánování:
- Korporátní (podnikové)
- Veřejné (například státní rozpočet)
- Osobní
- Rodinný rozpočet

Finanční plánování musí být vztaženo k předem stanovenému časovému období. Z tohoto pohledu lze rozlišit plánování na krátkodobé, střednědobé a dlouhodobé.

### Podnikové finanční plánování

#### Úkoly
Podnikový finanční plán je vytvářen pro podporu dosažení podnikových cílů. Úkolem finančního plánování je posouzení jednotlivých finančních zdrojů pro financování podniku, podpora výběru mezi finančními zdroji, zajištění likvidity a finanční stability podniku. Ke splnění těchto úkolů dělá finanční management rozhodnutí tří typů:
- O struktuře aktiv (Do čeho investovat)
- O struktuře finančních zdrojů (Z čeho investovat)
- O vyplácení podílů na zisku a jejich výši [2]

#### Časový horizont a zpracování
V podnikovém prostředí se obvykle rozlišují dvě časové úrovně finančního plánování.
Dlouhodobé finanční plány v podnikovém prostředí jsou vytvářeny obvykle pro období dvou až pěti let. Dlouhodobý plán potom zahrnuje:
- cíle (v rámci časového horizontu)
- finanční politiku podniku
- prognóza vývoje prodeje a tržeb
- plán investic
- plán dlouhodobého financování

Finanční plány na období do jednoho roku jsou krátkodobé finanční plány. Pro ně jsou dostupnější finanční výsledky podniku. Plánování je potom vhodné provádět pomocí „pro forma“ výkazů. Krátkodobý plán pak obsahuje:
- plánovanou výsledovku (výnosy, náklady, tvorba zisku
- plánová rozvaha
- plán peněžních toků
- plán rozdělení zisku
- plán pro externí financování.

#### Zásady
- Systematičnost sledování cíle, kterým je obvykle zvýšení tržní hodnoty.
- Úplnost zahrnutí všech faktorů a činností.
- Přehlednost pro uživatele a kontrolu.
- Periodičnost sestavování plánu v pravidelných obdobích.
- Pružnost aktualizace.
- Klouzavost znamená překrývání horizontů po sobě jdoucích plánů.[2]

#### Metody
Pro finanční plánování se používají tři základní metody. Intuitivní je postavena na zkušenostech a odhadech plánovačů. V důsledku toho jsou ovlivněny lidskými a subjektivními faktory. Statistické metoda, protože se jedná spíše o skupinu metod jsou založeny na prodloužení řady historických ekonomických údajů do budoucnosti. Předpoklad zachování trendu vývoje je v ekonomickém prostředí často nereálný. Kauzální metoda také vychází ze známých ekonomických veličin, zahrnuje žádoucí veličiny vybraných ukazatelů a nabízí postup k určení dalších plánovaných veličin.

### Veřejné finanční plánování
V ČR jsou veřejné rozpočty součástí tzv. veřejné rozpočtové soustavy. Ta je rozdělena do dvou rovin - centrální a samosprávné.
CENTRÁLNÍ ROVINA
Státní rozpočet ČR
Rozpočty státních fondů
Rozpočty organizačních složek státu
ROZPOČTY ÚZEMNÍ SAMOSPRÁVY
Rozpočty krajů :Rozpočty obcí
Rozpočty příspěvkových organizací

### Osobní finanční plánování
Osobní finanční plán sleduje na úrovni osobních financí analogické cíle jako plán korporátní. Jeho posláním je zajistit orientaci ve stávající finanční situaci, stanovení finančních cílů, strategie jejich dosažení, přiřazení zdrojů apod.. V současné době (2012) nabízí mnoho finančních institucí a dalších podnikatelských subjektů finanční poradenství a další podobné služby, mezi které patří i vypracování osobního finančního plánu.